# Rascló ipacaà
El rascló ipacaà (Aramides ypecaha) és una espècie d'ocell de la família dels ràl·lids (Rallidae) que habita aiguamolls del sud i sud-est del Brasil, el Paraguai, Uruguai i nord-est de l'Argentina.

## Descripció
El rascló ipacaà és fàcil de reconèixer per la seva mida gegantina. La nuca i el ventre de color rovell ajuden a distingir-lo d'altres rasclons més petits però similars.
El rascló ipacaà mesura 41 a 45 cm de llarg, i possiblement fins a 53 cm. Dues femelles pesaven 640 i 765 g). No presenta dimorfisme sexual. Els adults tenen el bec de color groc i gros, els ulls vermells i les cames i peus també vermells. La cara i el pit superior és de color gris blavós amb una barbeta blanca. La part posterior del coll és de color vermell rovell, la part posterior és de color verd oliva i les cobertores i la cua són negres. Els flancs, el pit i el ventre són de color rosa marró. No s'ha descrit el plomatge juvenil.

## Distribució i hàbitat
El rascló ipacaà es troba a l'est de Bolívia, al centre-est i al sud-est del Brasil, Paraguai, Uruguai i al nord-est de l'Argentina. És un ocell de les terres baixes, on habita paisatges humits com aiguamolls, pantans lleugerament boscosos, bosc de ribera i camps i pastures a prop de l'aigua.

## Comportament

### Moviment
El rascló ipacaà sembla ser un resident durant tot l'any.

### Alimentació
Poc se sap sobre els mètodes o la dieta . S'ha enregistrat excavant el sòl i es va fotografiar portant una serp. S'alimenta en espais oberts més que altres del seu gènere.

### Reproducció
No es coneix la temporada de reproducció del rascló ipacaà. Fa un niu d’herbes i tiges de males herbes en un arbust o vegetació a un metre o més per sobre de l’aigua. La mida de la posta és de quatre o cinc ous. Les exemplars en captivitat van tenir un període d’incubació de vint-i-quatre dies. Els pollets van deixar el niu al cap d’uns quatre dies i van ser cuidats pels dos pares fins a nou setmanes.

## Cants i reclams
El rascló ipacaà és molt vocal, canta durant el dia i la nit. S'agrupen diversos ocells i "configuren un cor sorprenentment potent, fins i tot ensordidor, de crits i sibil·lacions".